# 7124 Glinos
7124 Glinos este un asteroid din centura principală de asteroizi.

## Descriere
7124 Glinos este un asteroid din centura principală de asteroizi. A fost descoperit pe 24 iulie 1990 la Observatorul Palomar de Henry E. Holt. El prezintă o orbită caracterizată de o semiaxă mare de 3,14 ua, o excentricitate de 0,04 și o înclinație de 17,9° în raport cu ecliptica.